# Ernst Otto (Theologe)
Ernst Otto (* 12. September 1891 in Schmölln; † 17. Februar 1941 in Au (Sieg)) war ein deutscher lutherischer Theologe. Er spielte eine führende Rolle in der Bekennenden Kirche in Thüringen.

## Leben
Otto studierte in Greifswald und Leipzig Evangelische Theologie und wurde nach seiner Ordination 1920 zunächst Hilfsgeistlicher, später Pfarrer in Altenburg. 1927 wurde er Mitarbeiter, 1929 Leiter im „Volksdienst“, einer kirchlichen Schulungsabteilung der Evangelisch-Lutherischen Kirche in Thüringen. 1933 schloss er sich dem Pfarrernotbund, später der Bekennenden Kirche (BK) an. Er nahm 1934 an der ersten Bekenntnissynode in Barmen teil, wurde Vorsitzender des thüringischen Bruderrates und gründete die Lutherische Bekenntnisgemeinschaft in Thüringen. 1935 wurde er Mitglied im Reichsbruderrat. Als von der BK anerkannter „Notbischof“ ordinierte er 1936 einige Theologen, darunter Helmut Gollwitzer. Im selben Jahr wurde er Mitglied im Rat der Evangelisch-Lutherischen Kirche Deutschlands.
Nachdem Otto es 1937 verweigert hatte, eine landeskirchliche Kollekte für Zwecke der Deutschen Christen zu sammeln, wurde er 1938 von der deutschchristlichen Kirchenleitung in den Wartestand versetzt. In Folge einer Predigt zum Bußtag 1937 wurde er von der Generalstaatsanwaltschaft ferner aus seinem Amt als Gefängnisseelsorger entlassen, da Otto von der Gestapo beschuldigt wurde, von der Kanzel aus Reichsleiter Alfred Rosenberg sowie führende Männer des Staats „in verstecker Art“ angegriffen zu haben. Er zog 1939 mit seiner Familie nach Au an der Sieg im Westerwald, wo er Leiter des Bibelheims „Hohegrete“ wurde, aber schon nach zwei Jahren starb.

## Schriften (Auswahl)
- Unter den ewigen Armen. Hundert Andachten, Wuppertal 1939